# Coto (mitologia)
Na mitologia grega, Coto (o furioso) era um dos três Hecatônquiros, gigantes com cem braços e cinquenta cabeças, filhos de Gaia e Urano. Assim como seus irmãos ciclopes, os hecatônquiros foram aprisionados no Tártaro por Urano, que os hostilizava desde o nascimento. Poderosos, ajudaram Zeus a derrotar os Titãs no episódio que ficou conhecido como Titanomaquia.